# Handicapidræt
Handicapidræt er sport tilrettelagt for udøvere med forskellige fysiske handicap og udviklingshandicap.
Handicapidræt er i Danmark organiseret under Parasport Danmark, der er et specialforbund under Danmarks Idrætsforbund. 

## Historie
Handicapidræt har historisk været opdelt i tre hovedgrupper, indenfor hvilke personer med forskellige handicap kunne dyrke idræt. Hovedgrupperne består i døve, personer med fysiske handicap (manglende lemmer) og udviklingshandicap. Hver af disse tre grupper har en forskellig historie, forskellige organisationer og en forskellig tilgang til sport. 
Organiseret international konkurrenceidræt for døve fandt sted i 1924 i Paris og udviklede sig til Deaflympics. 
Idræt for fysisk handicappede i organiseret konkurrenceform blev etableret efter 2. verdenskrig, hvor et stort antal sårede veteraner ansås at kunne rehabiliteres bl.a. gennem idræt. I 1948 afholdtes i England en større international idrætskonkurrence blandt kørestolsbrugere, og turneringen udviklede sig siden til de Paralympiske lege. 
Personer med udviklingshandicap har siden 1960'erne kunne deltage i internationale idrætskonkurrencer. De første stævner i begyndelsen af '60'erne udviklede sig til Paralympiske lege.

## Eksterne links
- Wikimedia Commons har flere filer relateret til Handicapidræt
- Dansk Handicap Idræts-Forbunds hjemmeside

| Sport | Spire Denne artikel om sport er en spire som bør udbygges. Du er velkommen til at hjælpe Wikipedia ved at udvide den. |